# Almost Happy
Almost Happy è il quarto album in studio del gruppo rock belga K's Choice e pubblicato nel 2000. I singoli i singoli estratti sono "Almost Happy", "Busy" e "Another Year". I testi di questo album sono più autobiografici rispetto al precedente album (Cocoon Crash). La musica è, rispetto ai lavori precedenti, più malinconica e intima. L'album è stato ristampato nel 2002 con l'aggiunta di un secondo CD contenente una esibizione dal vivo del
gruppo.

## Tracce
Testi e musiche di Sarah e Gert Bettens.
1. Intro – 0:21
2. Another Year – 3:30
3. Almost Happy – 3:45
4. My Head – 3:43
5. Live for Real – 3:50
6. Somewhere – 3:03
7. Home – 2:51
8. Tired – 3:40
9. Always Everywhere – 4:10
10. Shadowman – 6:26
11. Favorite Adventure – 2:47
12. Busy – 3:39
13. All (include la hidden track "Already There",) – 6:02

### Live
1. Hide – 4:20
2. Cocoon Crash – 2:48
3. Breakfast – 3:00
4. Winter – 3:10
5. If You're Not Scared – 5:09
6. I Smoke a Lot – 2:55
7. Not an Addict – 4:38
8. My Heart – 3:28
9. Mr. Freeze – 3:48
10. Elegia – 4:08
11. Everything for Free – 3:47
12. Believe – 3:30
13. Butterflies Instead – 3:41
14. Laughing as I Pray – 1:29
15. God in My Bed – 3:03

## Formazione
- Sarah Bettens – voce, chitarra
- Gert Bettens – chitarra, tastiere, voce
- Marshall Bird - tastiere , produzione
- Jan Van Sichem Jr. – chitarra
- Eric Grossman – basso
- Koen Lieckens – percussioni
- Lieve Blanquaert - Fotografía